# 滋賀県道261号磯野木之本線
滋賀県道261号磯野木之本線（しがけんどう261ごう いそのきのもとせん）は、滋賀県長浜市を通る一般県道である。

## 概要
長浜市高月町磯野から長浜市木之本町千田に至る。
階段状のクランクが特徴的。

### 路線データ
- 起点：長浜市高月町磯野（滋賀県道44号木之本長浜線交点）
- 終点：長浜市木之本町千田（千田交差点、国道8号交点）
- 総延長：2.6 km

## 歴史
- 1958年（昭和33年）7月26日 - 滋賀県告示第291号により重則木之本線として路線認定[1]。
- 1980年（昭和55年）5月16日 - 磯野木之本線に変更。

## 路線状況

### 道路施設

#### 橋梁
- 湧出新橋（赤川、長浜市）

## 地理

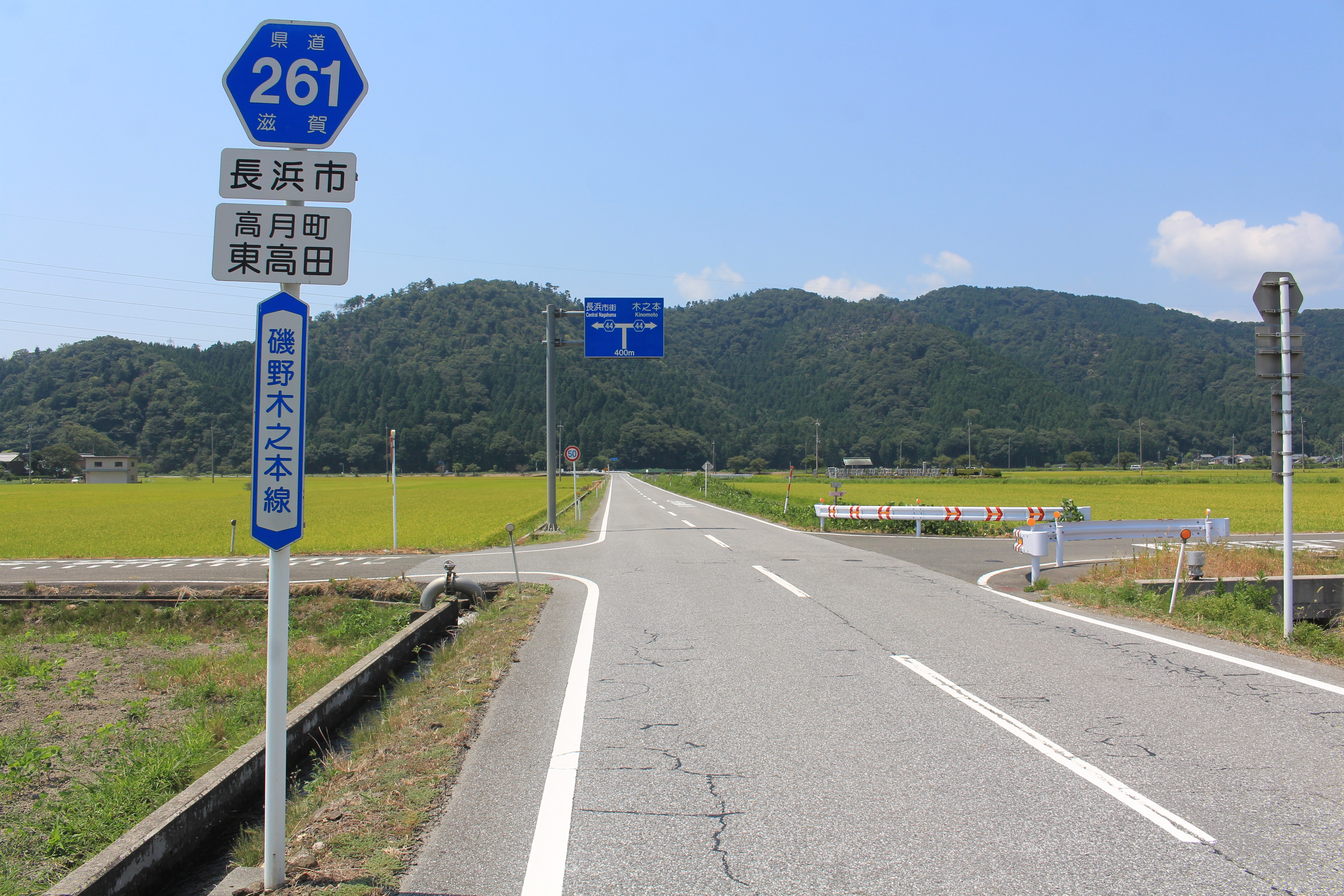
滋賀県道261号磯野木之本線、滋賀県道44号木之本長浜線への接続部付近東方
長浜市高月町東高田

### 通過する自治体
- 滋賀県
  - 長浜市

### 交差する道路
| 交差する道路             | 交差する場所 | 交差する場所      |
| ------------------------ | ------------ | ----------------- |
| 滋賀県道44号木之本長浜線 | 高月町磯野   | 起点              |
| 国道8号                  | 木之本町千田 | 千田交差点 / 終点 |

### 沿線
- 長浜市立七郷小学校、七郷保育園
- 来入寺
- 石作神社・玉作神社